# Wojciech Medycki
Wojciech Medycki – polski fizyk, doktor habilitowany nauk fizycznych, specjalizuje się w fizyce ciała stałego oraz magnetycznym rezonansie jądrowym, profesor w Instytucie Fizyki Molekularnej PAN w Poznaniu.

## Życiorys
W 1980 ukończył studia na Wydziale Matematyki, Fizyki i Chemii Uniwersytetu im. Adama Mickiewicza w Poznaniu. Stopień doktorski uzyskał w 1984 na podstawie pracy pod tytułem Ruchliwość nośników ładunku elektrycznego w foliach polimerowych (promotorem była prof. dr hab. Bożena Hilczer). Habilitował się w 2000 na podstawie oceny dorobku naukowego i pracy zatytułowanej Efekty klasyczne i kwantowe w dynamice wybranych kationów amoniowych zbadane za pomocą magnetycznego rezonansu jądrowego (data uzyskania stopnia: 20 czerwca 2000).
Pracuje na stanowisku profesora Instytutu w IFM PAN w Zakładzie Dielektryków. Prowadzi badania dynamiki i struktury i molekularnej, przejść fazowych oraz procesów relaksacyjnych w ciałach stałych i cieczach za pomocą  magnetycznego rezonansu jądrowego (NMR).
Obecnie na emeryturze podjął się prac historycznych, w tym opracowania i redakcji Wspomnień wojennych Jan Sokołowskiego, wydawnictwo Rys, Poznań 2025